# Ливийская джамахирия
Великая Социалистическая Народная Ливийская Арабская Джамахири́я (ВСНЛАД; араб. الليبية والشعبية الاشتراكية العظمى الجماهيرية العربية‎; до 1986 года — Социалистическая Народная Ливийская Арабская Джамахирия, араб. الجماهيرية العربية الليبية الشعبية الإشتراكية‎) — государство в Северной Африке, а также политический режим, образованное 2 марта 1977 года, путём принятия декларации Себхи, упразднившей республику и провозгласившей новое государственное устройство, отличное от монархии и республики, обоснованное в Третьей всемирной теории Муаммара Каддафи и изложенное в первой части Зелёной книги — Джамахирию. Ливийское правительство утверждало, что Джамахирия является прямой демократией без каких-либо политических партий, управляемой населением через местные народные советы и коммуны (называемые Основными народными конгрессами). Официальная доктрина презирала идею национального государства, племенные узы оставались первостепенными даже в рядах национальной армии. В результате гражданской войны и иностранной интервенции в Ливии в 2011 году Каддафи был убит, а Джамахирия, в том же году, фактически прекратила своё существование.

## Название
Джамахирия (араб. جماهيرية‎) — это арабский термин, обычно переводимый как «государство масс», такой же трактовки придерживается американский политолог Лиза Андерсон. Этот термин не встречается в этом смысле в «Зеленой книге» Муаммара Каддафи 1975 года. Прилагательное «нисба» джамахирия («масса», «из масс») встречается только в третьей части, опубликованной в 1981 году, во фразе «араб. إن الحركات التاريخية هي الحركات الجماهيرية‎» (Инна аль-харакат ат-тарихия хийя аль-харакат аль-джамахирия), примерно переведённой как «Исторические движения − это массовые движения».
Слово джамахирия произошло от джумхурийя, что является обычным арабским переводом слова «республика». Оно было придумано путём изменения компонента jumhūr — «публика» — на его форму множественного числа, jamahīr — «массы». Таким образом, это похоже на термин «народная республика». На иврите, к примеру, слово джамахирия переводится как ивр. קהילייה‎ (кехилия), слово, также используемое для перевода термина «содружество», когда речь идёт о названии страны.
Пережив американскую бомбардировку в 1986 году, Каддафи добавил к официальному названию страны уточнение «Великая» (араб. العظمى‎ al-'UẓMá).

## Политическое устройство

### Законодательная и исполнительная власть
2 марта 1977 года на чрезвычайной сессии Всеобщего народного конгресса (ВНК) в городе Себха Ливийская Арабская Республика была преобразована в Социалистическую Народную Ливийскую Арабскую Джамахирию (то есть «государство масс»). Совет революционного командования был официально распущен. Вместо него создавался «Высший народный комитет» (кабинет министров) в составе, которого был создан Генеральный секретариат состоявший из М. Каддафи и четырёх других бывших членов СРК, каждый из его «секретарей» стал главой специализированного народного комитета; исключением были «секретариаты» нефтяной промышленности, иностранных дел и тяжёлой промышленности, где народных комитетов не было. Тогда же выдвигалось предложение о создании «народной армии» путём замены национальной армии национальным ополчением, сформированным в конце 1970-х годов. Хотя идея вновь всплыла в начале 1982 года, она, по-видимому, не была близка к реализации. 
Вся законодательная и исполнительная власть была возложена на «Всеобщий народный конгресс Ливии». Этот орган, однако, делегировал большую часть своих важных полномочий генеральному секретарю и Генеральному секретариату, который находился в составе Высшего народного комитета. Каддафи, как генеральный секретарь, оставался главным лицом, принимающим решения, точно так же, как он был до этого председателем «Совета революционного командования». В свою очередь, всё взрослое население имело право и обязанность участвовать в обсуждении важных вопросов на своих местных «Собраниях народных представителей» (СНП), решения которых передавались в ВНК для рассмотрения и реализации в качестве национальной политики. ВНК теоретически были хранилищем высшей политической власти и принятия решений, воплощая то, что Каддафи называл прямой «народной властью». Декларация 1977 года и сопровождающие её резолюции представляли собой фундаментальный пересмотр конституционной декларации 1969 года, особенно в том, что касается структуры и организации правительства как на национальном, так и на субнациональном уровнях. 
При Каддафи Джамахирия де-юре стала децентрализованным государством с прямой демократией, управляемая в соответствии с философией Зелёной книги, при этом Каддафи формально сохранял церемониальную должность. Официально Ливией управляла система народных комитетов, которые выполняли функции местных органов власти для регионов страны, косвенно избираемый Всеобщий народный конгресс Ливии (ВНК) в качестве законодательного органа и Всеобщий народный комитет, возглавляемый Генеральным секретарём, в качестве исполнительной власти. Кроме того, ВНК не имел права законодательной инициативы и был обязан лишь обсуждать предложения, выдвинутые нижестоящими народными конгрессами находящизся под контролем «революционных комитетов». Кроме того, Лидер Революции имел право наложить вето на решения ВНК. Всеобщий народный конгресс был уполномочен формировать Высший Народный Комитет (правительство) также только по представлению «революционных комитетов». По данным Freedom House, этими структурами постоянно манипулировали, чтобы обеспечить фактическую власть Каддафи, который, как сообщается, продолжал на практике управлять во всех аспектах жизни государства.
В 1979 году Каддафи и его ближайшие сподвижники отказались от всех постов, чтобы решать «стратегические вопросы построения народной власти». Формально Каддафи перестал участвовать в управлении государством, но фактически «революционное руководство» стало высшим политическим органом страны, вырабатывающим и определяющим внутреннюю и внешнюю политику Джамахирии. Сам Каддафи стал именоваться «лидером ливийской революции». Не занимая никаких официальных постов, лидер Джамахирии был поставлен над всеми государственными структурами, без его ведома не принималось ни одно важное решение. Как «Лидер Революции», Муаммар Каддафи никем не избирался и никому не был подотчётен.

### Революционные комитеты
Продолжая перестраивать политическую и административную структуру Ливии, Каддафи привнёс в политическую систему ещё один элемент. Осенью 1977 года было объявлено о создании «революционных комитетов», на которые была возложена задача «абсолютного революционного надзора за народной властью»; то есть они должны были руководить народными комитетами, а также «повышать общий уровень политического сознания и преданности революционным идеалам». Члены ревкомов получили почти неограниченные полномочия в сфере контроля над деятельностью госаппарата и подчинялись непосредственно высшему руководству страны. Революционные комитеты использовались для мониторинга общественного мнения в стране и подавления любой политической оппозиции автократическому правлению Каддафи. Как сообщается, от 10 % до 20 % ливийцев были информаторами в этих комитетах, что равнозначно баасистскому Ираку и КНДР. 
Наполненные политически проницательными фанатиками, вездесущие революционные комитеты в 1979 году взяли под свой контроль выборы в ВНК, народные конгрессы и комитеты. Хотя они и не были официальными правительственными органами, революционные комитеты стали ещё одной опорой внутренней политической сцены. Как и в случае с народными комитетами и другими административными новшествами после военного переворота, революционные комитеты соответствуют модели введения нового элемента в существующую субнациональную систему управления, а не ликвидации или консолидации уже существующих структур. К концу 1970-х годов результатом стала неоправданно сложная система пересекающихся юрисдикций, в которой сотрудничество и координация между различными ведомствами были поставлены под угрозу из-за нечётко определённых полномочий и ответственности. Эта двусмысленность, возможно, помогла Каддафи достичь цели оставаться главной движущей силой ливийского правления, одновременно сводя к минимуму его заметность в то время, когда внутренняя оппозиция всё активней уничтожалась с помощью репрессий.
В отличие от народных конгрессов, «революционный сектор» был представлен невыборными лицами, назначаемыми сверху. Реальная власть в стране находилась в руках именно «революционных комитетов», которые формировались и подчинялись напрямую Каддафи, задачей которых являлся контроль над деятельностью формально существующих народных конгрессов и народных комитетов. В 1979 году революционные комитеты в конечном итоге превратились в ревностных сторонников государственной политики проводивших чрезмерные репрессии. В начале 1980-х годов революционные комитеты обладали значительной властью и стали растущим источником напряжённости в Джамахирии до такой степени, что даже Каддафи иногда критиковал их эффективность. Революционные комитеты на местах, в свою очередь, подчинялись своему Центральному комитету, управляемому «Революционным руководством» во главе с Лидером революции Муаммаром Каддафи. Таким образом, хотя формально власть в стране и принадлежала народу, а никакого главы государства не существовало, реальная власть принадлежала невыборным ревкомам, а сам Муаммар Каддафи, хотя его положение в государстве и полуофициально, фактически имел в руках абсолютную власть. В целом ключевую роль в государстве играло именно «Революционное Руководство».

## Экономика

### Продвижение социализма: 1978—1980
Поскольку основным экспортом страны является сырая нефть, Каддафи стремился улучшить нефтяной сектор Ливии. В октябре 1969 года он объявил нынешние условия торговли несправедливыми, приносящими больше выгоды иностранным корпорациям, чем ливийскому государству, и пригрозил сократить производство. В декабре Джаллад успешно повысил цены на ливийскую нефть. В 1970 году другие страны Организации экспортёров нефти последовали этому примеру, что привело к глобальному росту цен на сырую нефть. Вслед за этим Совет революционного командования подписал Триполийское соглашение от 20 марта 1971 года, в котором добился от нефтяных корпораций уплаты подоходного налога, обратных платежей и более выгодных цен; эти меры принесли Ливии примерно 1 миллиард долларов дополнительных доходов в первый год.
Усиливая государственный контроль над нефтяным сектором, Совет революционного командования начал программу национализации, начав с экспроприации доли British Petroleum в месторождении British Petroleum Hunt Sahir в декабре 1971 года. В сентябре 1973 года было объявлено о национализации 51 процента акций всех иностранных нефтедобывающих компаний, работающих в Ливии, включая долю Нельсона Бункера Ханта, сына Гарольдсона Ханта, который сыграл ключевую роль в обнаружении нефти в Ливии. Среди компаний, которые были частично национализированы, была Occidental Petroleum Арманда Хаммера. Для Каддафи это был важный шаг на пути к социализму. Это оказалось экономическим успехом; в то время как валовой внутренний продукт составлял 3,8 миллиарда долларов в 1969 году, он вырос до 13,7 миллиарда долларов в 1974 году и 24,5 миллиарда долларов в 1979 году. В 1969 году правительство также объявило, что все банки, принадлежащие иностранцам, должны либо закрыться, либо преобразоваться в акционерные.
По результатам реформ начала 1960-х годов экономика Ливии стала смешанной, с большой ролью частного предпринимательства, за исключением сфер добычи и распределения нефти, банковского дела и страхования. Однако согласно второму тому «Зелёной книги» Каддафи, вышедшему в 1978 году, частная розничная торговля, аренда и заработная плата были формами эксплуатации, которые должны быть отменены. Вместо этого на государственных и частных предприятиях должны были функционировать комитеты самоуправления работников и партнерства по участию в распределении прибыли. 1978 году была развернута кампания по преобразованию государственных и частных фирм в «народные предприятия». Рабочие и служащие теперь, согласно идеям М. Каддафи, объявлялись «партнёрами, а не наёмными работниками». В сентябре 1980 года Каддафи призвал Народные комитеты устранить «бюрократию государственного сектора» и «диктатуру частного сектора»; Народными комитетами было национализировано огромное количество разного рода компаний, которые были преобразованы в рабочие кооперативы под управлением избранных представителей.
Был принят закон о собственности, запрещающий владеть более чем одним жильём, а бывшая арендованная недвижимость была экспроприирована государством и продана арендаторам по значительно субсидированной цене. В январе 1980 года Всеобщий народный конгресс объявил о ликвидации частной торговли и взятии под контроль правительства все функции импорта, экспорта и распределения, а частные супермаркеты и магазины были национализированы и ликвидированы, вместо них была создана система общественных и кооперативных магазинов; это привело к снижению доступности потребительских товаров и развитию процветающего чёрного рынка. В мае 1980 года были приняты меры по перераспределению и уравниванию богатства; у всех, у кого на банковском счёту было более 1000 динаров, экспроприировались лишние денежные средства в пользу государства, чтобы использовать их для различных проектов. Все эти меры вызвали негодование и недовольство среди части ливийцев, что в итоге вылилось в бегстве большого числа граждан страны. К 1982 году, возможно, от 50 000 до 100 000 ливийцев уехали за границу; поскольку многие эмигранты были из числа предприимчивых и более образованных ливийцев, они представляли собой значительную потерю управленческого и технического потенциала страны. Многие из тех, у кого конфисковали богатство и имущество, стали непримиримыми врагами режима, в результате чего многие изгнанники основали ряд оппозиционных групп, финансируемых Западными странами. Наиболее известным был Национальный фронт спасения Ливии, основанный в 1981 году Мухаммедом Макрифом, который организовывал нападения боевиков на представителей власти Джамахирии.

### Либерализация: 1987—1998
Все социалистические преобразования были возможны, пока страна получала баснословные доходы от продажи нефти. С 1970 по 1981 годы ВНП страны вырос с 9625 млн долл. до 18 080 млн. Столь масштабный приток нефтедолларов фактически превратил Ливию в государство-рантье, когда продовольствие и промышленные товары закупались за рубежом и распределялись по исламской справедливости на едоков. Однако падение нефтяных цен в 1980-е годы серьёзно ударило по благополучию Джамахирии ознаменовав серьёзную стагнацию в экономике; с 1982 по 1986 год годовой доход страны от нефти упал с 21 миллиарда долларов до 5,4 миллиарда долларов. Внешний долг Ливии вырос, и были введены меры жёсткой экономии, направленные на повышение самообеспеченности; в августе 1985 года произошла массовая депортация иностранных рабочих, большинство из которых были египтянами и тунисцами. Несмотря на это, военные расходы увеличились, в то время как другие административные бюджеты были урезаны.
В результате этого Каддафи в 1987 году был вынужден объявить о начале «революции внутри революции», которая началась с реформ в промышленности и предусматривала возобновление деятельности малого бизнеса. Права частного сектора были уравнены с госсектором, упразднялись государственные импортно-экспортные компании, была объявлена широкая экономическая амнистия. После многих лет строгого контроля над всеми видами хозяйственной деятельности стала поощряться частная инициатива, снова разрешено было открывать частные магазины и частный бизнес не только в сфере обслуживания, но и в обрабатывающей промышленности. Экономика Ливии стала объектом растущей приватизации; отвергая социалистическую политику национализации промышленности, проповедуемую в «Зелёной книге», правительственные деятели утверждали, что они формируют «народный социализм», а не капитализм. Каддафи приветствовал эти реформы, призвав к широкомасштабной приватизации в своей речи в марте 2003 года; он пообещал, что Ливия вступит во Всемирную торговую организацию. Эти реформы способствовали привлечению частных инвестиций в экономику Ливии. К 2004 году прямые иностранные инвестиции в Ливию составили 40 миллиардов долларов Соединённых Штатов, что в шесть раз больше, чем в 2003 году.
В 2010 году были объявлены планы по приватизации половины ливийской экономики в течение следующего десятилетия, однако вскоре от этих планов отказались, поскольку компании, которые, по заявлению правительства, собирались разместить на фондовом рынке, в том числе Национальный коммерческий банк и Ливийская металлургическая компания никогда не размещались на бирже и оставались на 100 % принадлежащими государству. Однако условия ведения частного бизнеса в государстве всё равно оставались ненадёжными, поскольку государство не давало чётких гарантий безопасности для него, например, в 2007 году были неожиданно национализированы дочерние предприятия логистической компании Husni Bey Group. Сельское хозяйство осталось практически нетронутым реформами: исключительные права государства на сельскохозяйственную землю сохранились, колхозы продолжали действовать, Сельскохозяйственный банк Ливии остался полностью в государственной собственности, сохранилась политика государственного вмешательства и контроль над ценами. Нефтяная промышленность оставалась в основном государственной: Национальная нефтяная корпорация, полностью принадлежащая государству, сохранила 70 % акций нефтяной промышленности Ливии, правительство также ввело 93 % налог на всю нефть, которую иностранные компании добывали в Ливии. Сохранились контроль над ценами и субсидии на нефть и продовольствие.
Тем не менее изменения в экономике Ливии оказались поверхностными поскольку курс на умеренную либерализацию экономики, возрождение малого и среднего бизнеса осуществлялся под очень строгим контролем государства и связанного с ним властной элитой, представители которой в основном и подминали под себя любой мало-мальски прибыльный бизнес. Несколько иностранных правительств и аналитиков заявили, что значительная доля ливийского бизнеса контролировалась Каддафи, его семьей и правительством. В просочившейся дипломатической документации работников дипмиссий США говорилось, что ливийская экономика была «клептократией, в которой правительство — либо сама семья Каддафи, либо её близкие политические союзники — имеет прямую долю во всём, что стоит покупать, продавать или владеть». По словам официальных лиц США, Каддафи накопил огромное личное состояние за время своего 42-летнего руководства. The New York Times указала на то, что родственники Каддафи вели роскошный образ жизни, включая дорогие дома, инвестиции в голливудские фильмы и частные вечеринки с американскими поп-звёздами. Государство удерживало ключевые отрасли, прежде всего нефтегазовую промышленность, а также основные виды внешнеэкономической деятельности, включая экспортно-импортные, валютно-финансовые операции. Из-за агрессивной внешней политики и поддержки различных террористических формирования, в 1992 году Совет Безопасности ООН принял резолюцию №748 вводившую против Джамахирии режим жёстких санкций серьёзно затормозивших восстановление экономики страны, блокировав приток иностранных инвестиций. После этого Каддафи начал предпринимать попытки примирения с Западными странами, его попытки увенчались успехом в 2004 году, когда Каддафи посетил штаб-квартиру Европейского союза в Брюсселе, что означало улучшение отношений между Джамахирией и Европейским союзом, и Европейский союз снял санкции с Ливии. 
В 2006—2007 годах правительство смогло построить часть транссахарского водопровода от основных водоносных горизонтов к сети водохранилищ и городам Триполи, Сирт и Бенгази. Этот проект, начатый в 1984 году, был известен как «Великая рукотворная река». Он обеспечивал перекачку больших объёмов воды из Нубийского водоносного слоя для нужд как для городского населения, так и для новых ирригационных проектов по всей стране.
В 2000-х годах Ливия начала остро испытывать нехватку квалифицированной рабочей силы, которую приходилось импортировать вместе с широким спектром потребительских товаров, оплачиваемых за счёт доходов от продажи нефти, на рынке присутствовало более миллиона трудящихся-иммигрантов. Парадоксально, но при остром дефиците отечественных кадров, в Ливии набирала проблема безработицы: в 2005 году она составляла 13 %, в 2009 году этот показатель увеличился до 20,7 %. Более 16 % семей не имели у себя членов, получавших стабильный доход, а у 43,3 % был только один член семьи со стабильным доходом. На 2011 год почти 40 % ливийцев жили за чертой бедности.
Осенью 2008 года Каддафи попытался осуществить весьма амбициозную и популистскую реформу, заявив, что он планирует бороться с коррупцией в государстве, при помощи распределения прибыли от продажи нефти непосредственно шестимиллионному населению страны, а не государственным органам, заявив также, что «пока деньги находятся в ведении государственного органа, будут иметь место воровство и коррупция». Каддафи призвал к радикальной реформе правительственной бюрократии, предложив демонтировать большую часть системы кабинета министров, чтобы «освободить ливийцев от бюрократии» и «защитить государственный бюджет от коррупции». По мнению западных дипломатов, этот шаг, по-видимому, был направлен на оказание давления на правительство с целью ускорения реформ. В марте 2008 года Каддафи предложил планы по роспуску существующей административной структуры страны и распределению доходов от нефти непосредственно населению. План предусматривал упразднение всех министерств, за исключением министерств обороны, внутренней безопасности и иностранных дел, а также департаментов, реализующих стратегические проекты. Он заявил, что министерства не справляются с управлением нефтяными доходами страны и что его «мечтой все эти годы было передать власть и богатство непосредственно народу».
Национальное голосование по плану Каддафи было проведено в 2009 году, когда народные комитеты Ливии, в совокупности являющиеся высшими органами власти страны, проголосовали за отсрочку его осуществления. Всеобщий народный конгресс объявил, что из 468 народных комитетов только 64 из них выбрали немедленное осуществление плана, в то время как 251 одобрили его осуществление, «но попросили [Каддафи] отложить его исполнение до тех пор, пока не будут приняты соответствующие меры для возможности его реализации». Некоторые высокопоставленные правительственные чиновники выступили против этого плана, заявив, что он «уничтожит экономику государства раздув инфляцию и стимулируя бегство капитала». Каддафи признал, что схема, которая обещала до 30 000 ливийских динаров (23 000 долларов США) ежегодно примерно миллиону беднейших ливийцев, может «вызвать хаос на ближайшие 2 года, прежде чем она приведёт к процветанию», но сказал, что «не бойтесь экспериментировать с новой формой правления» и что «этот план должен предложить лучшее будущее для детей Ливии». Однако дальше обсуждений и обещаний дело не дошло и план так и не был реализован.

## Социальная политика
Условия жизни в Ливии значительно улучшились в правление Каддафи, однако они имели и свою специфику. С 1969 по 1975 год уровень жизни, ожидаемая продолжительность жизни и грамотность в Ливии постепенно росли. К концу 42-летнего правления Каддафи население Ливии имело доход на душу населения в размере 14 000 долларов, хотя, по разным оценкам, треть населения все ещё жила за чертой бедности. По данным российского интернет-портала, средняя зарплата в Ливии составляла 1050 $. Бездомность была незначительной, уровень грамотности оценивался в 88 % при 12 % неграмотности, а средняя ожидаемая продолжительность жизни составляла 74 года. Сохранились контроль над ценами и субсидии на нефть и продовольствие, а также такие предоставляемые государством льготы, как бесплатное образование, всеобщее здравоохранение, бесплатное жильё, бесплатная вода и бесплатное электричество.
В Ливии существовали системы социального обеспечения, обеспечивающие доступ к бесплатному образованию, бесплатному здравоохранению и помощи в получении жилья, а великая рукотворная река была построена для обеспечения бесплатного доступа к пресной воде на значительной части территории страны, она обеспечила половину населения Ливии водой для бытовых нужд и сельского хозяйства. 
С самого начала правительство Каддафи прилагало значительные усилия для развития системы здравоохранения: право на медицинскую помощь было гарантировано прокламацией 1969 года, а в период с 1970 по 1979 год сектор здравоохранения извлекал выгоду из огромных инвестиций в строительство и оснащение больниц, а также медицинских центров. С 1980 года сектор здравоохранения находится в ведении Главного народного комитета по здравоохранению и социальному обеспечению, который работал над реализацией бесплатных и справедливо распределенных программ здравоохранения по всей стране.
Во время либеральных реформ 1987–1988 годов сектор здравоохранения, который до этого управлялся исключительно государством, перешел на смешанную систему экономики, создав ташруккию — своего рода медицинский кооператив, куда входили младшие врачи предлагавшие помощь за плату. Несмотря на то, что ташруккии не являлись бесплатными, в отличие от государственного сектора, они гораздо лучше были оснащены и были более эффективны, что обеспечивало их успех и позволяло им стать важной частью ливийской системы здравоохранения.
Несмотря на достаточно развитую инфраструктуру в стране, одни из худших экономических условий были в восточной части государства (Киренаика), некогда житнице древнего мира, где Каддафи добывал нефть. За исключением некоторого улучшения жилищных условий и великой рукотворной реки, в течение многих лет в этом регионе было развито очень мало инфраструктуры. Например, единственной канализационной станции в Бенгази было более 40 лет и в итоге неочищенные сточные воды привели к экологическим проблемам.
Индекс развития человеческого потенциала был лучше чем в Тунисе и Египте, ИРЧП в 2010 году был одним из самых высоких в Африке. Однако в Ливии был высочайший уровень коррупции, например в индексе восприятия коррупции, составляемом находящейся в ФРГ организацией Transparency International, Ливия получила 2,2 балла (чем выше число — тем меньше уровень коррупции), заняв 146-е место из 178 стран, что хуже, чем в Египте (98-е место) и Тунисе (59-е место).

## Права и свободы граждан
В своей основе ливийское законодательство было построено «с основными принципами исламского шариата»: в стране были запрещены алкогольные напитки и азартные игры, разрешалось многожёнство, при Каддафи начали активно практиковать публичные наказания и казни, а летоисчисление стало вестись от года смерти пророка Мухаммеда, были закрыты все ночные клубы и христианские церкви. Первоначально Каддафи хотел, чтобы Джамахирия руководствовалась исключительно Кораном, приняв законы шариата; он объявил «рукотворные» законы противоестественными и диктаторскими, разрешив только законы Аллаха. Позже он отказался от своих намерений, заявив, что шариат в чистом виде не подходит для Джамахирии, поскольку он гарантирует защиту частной собственности, что противоречит социализму «Зелёной книги». Его акцент на том, что он ставит свои собственные работы в один ряд с Кораном, заставил консервативных клерикалов обвинить его в ширке, что добавило больше противников его режиму. 
Учитывая, что в основе своей правовая система Джамахирии строилась в соответствии с шариатом, при Каддафи всё же были проведены некоторые положительные изменения в области прав и свобод женщин, так: браки девушек до 16 лет были запрещены, женщины пользовались равной оплатой за труд, а доля женщин, получивших высшее образование, выросла с 8 % в 1966 году до 43 % в 1996 году, что соответствовало уровню мужчин. Тем не менее Каддафи был разочарован, по его мнению, медленными темпами социальных реформ по вопросам женщин и в 1979 году создал Революционное женское формирование, заменившее более последовательную Ливийскую всеобщую федерацию женщин. В 1978 году он создал Женскую военную академию в Триполи, призывая всех женщин записываться на обучение. Эта мера вызвала много споров и была отклонена Всеобщим народным собранием в феврале 1983 года. Каддафи остался непреклонен, и когда в марте 1984 года Всеобщий народный конгресс вновь проголосовал за отмену этого решения, он отказался подчиниться ему, заявив, что «тот, кто выступает против обучения и эмансипации женщин, является агентом империализма, нравится ему это или нет».
31 мая 1972 года был опубликован закон, запрещавший рабочие и студенческие забастовки и демонстрации, а также вводивший строгий контроль над прессой. В 2009 и 2011 годах в Индекс свободы прессы оценивал Ливию как государство с наибольшей цензурой на Ближнем Востоке и в Северной Африке, находящаяся в США организация Freedom House в 2010 году эта организация оценила свободу прессы и возможность реализации политических прав в Ливии, поставив рейтинг 7, что означает крайне низкий уровень свободы (чем ниже рейтинг — тем больше свобода). В отличие от этого, в докладе Совета по правам человека ООН за январь 2011 года, где Ливийская Арабская Джамахирия заседала до революции, опубликованном за месяц до начала протестов, высоко оценивались некоторые аспекты положения в области прав человека в стране, включая положение женщин и улучшения в других областях.
Делегация Ливийской Арабской Джамахирии при ООН опубликовала доклад о правах человека в Ливии. В докладе говорилось, что страна была основана на прямой народной демократии, которая гарантировала прямое осуществление власти всеми гражданами через народные собрания. Заявлялось, что граждане могут выражать своё мнение на конгрессах по политическим, экономическим, социальным и культурным вопросам. Кроме того, в докладе говорилось, что существуют информационные платформы, такие как газеты и телеканалы, через которые люди могут выражать своё мнение. Ливийские власти также утверждали, что никто в Ливийской Арабской Джамахирии не страдал от крайней нищеты и голода и что правительство гарантировало людям с низкими доходами минимум продовольствия и предметов первой необходимости. В 2006 году была принята инициатива по предоставлению людям с низкими доходами инвестиционных портфелей на сумму до 30 000 долларов США для размещения в банках и компаниях.
В июне 1980-го года правительство Ливии издало Великую зелёную хартию о правах человека в эпоху масс, в которой в 27 статьях были изложены цели, права и гарантии для улучшения ситуации с правами человека в Ливии, ограничение применения смертной казни и призыв к её окончательной отмене. Многие из предложенных в хартии мер были реализованы в следующем году, хотя часть мер так и осталась нереализованной. Так в соответствии с Законом № 75 1973 года любой виновный в создании политической партии приговаривался к смертной казни, в государстве также были запрещены все диссидентские движения. Правительство наказывало инакомыслящих граждан посредством публичных казней, поркой или отрубанием конечностей транслируя это по общественным телеканалам. В отсутствие правового кодекса или гарантий отправление революционного правосудия было в значительной степени произвольным и привело к широко распространённым злоупотреблениям и подавлению гражданских свобод: «зелёный террор». Также ливийские спецслужбы совершали убийства ливийских диссидентов по всему миру. В 2004 году Каддафи по-прежнему обещал 1 млн $ за ливийского журналиста-диссидента Ашура Шамиса, проживающего в Великобритании с 1960-х годов.
«Зелёная книга» написанная в 1970-х годах и автором которой был лично Каддафи, в течение многих лет была основным источником идеологического образования как в школах так и в университетах. В Би-би-си упоминалось, с ссылкой на интервью с одним ливийцем, что учителя, который сказал бы, что это мусор, могли казнить. При этом в самой книге смертная казнь порицалась и предусматривалась в крайних случаях, однако она активно практиковалась государством. Что к примеру не помешало Каддафи казнить в ноябре 1985 года своего шурина Хасана Ишкаля, командующего военным округом в Сирте, которого он заподозрил в подготовке заговора против себя при непосредственной помощи Запада. Под запретом в школьной программе были английский и французский языки, а разговор с иностранцами на политические темы грозил тремя годами лишения свободы.
Кроме всего прочего, в Ливии активно притеснялось коренное берберское население, чья культура была под строгим запретом, доходило даже до того, что в Ливии уничтожались любые упоминания о существовании берберов, так к примеру все берберские топонимы заменялись на арабские из-за чего горы Нафуса были переименованы в Западные горы, такие действия происходили по всей стране и схожим образом. Использование языков берберов/амазигов было фактически запрещено, и Каддафи полностью отрицал существование берберов, он говорил: «У себя дома называйтесь как хотите – берберами, детьми сатаны, как угодно – но вы ливийцы тогда, когда покидаете свои дома». Он отрицал существование берберов как отдельной этнической группы и называл берберов «продуктом колониализма», созданным Западом для разделения Джамахирии. Он неоднократно выступал против активистов по защите прав амазигов (включая лингвистов из-за рубежа), что способствовало сильному упадку берберской культуры.
Ислам суннитского толка являлся государственной религией Джамахирии из-за чего другие направления ислама такие как шиизм были запрещены и активно подавлялись. Деятельность улемов и проповедь в мечетях постоянно контролировалась службами безопасности.
Ливийские евреи, с приходом к власти Каддафи, с самого начала стали объектом особой его враждебности. В первые годы существования Ливийской Арабской Республики все еврейские земельные владения были конфискованы, а еврейские кладбища уничтожены. Репрессии и произвол привели к изгнанию последних евреев Ливии, община которых полностью исчезла. Другие немусульманские религии не подвергались каким-либо особым репрессиям, если только против них могли всплыть подозрения в вовлечении в «подрывную» деятельность, хотя сам Каддафи декларировал открытую антипатию по отношению к восточным христианам и закрыл все христианские церкви в стране.

## Культ личности
На протяжении многих лет пропаганда ливийского режима была ориентирована на распространение культа личности, организованного вокруг Муаммара Каддафи и его идей, официальными средствами массовой информации, такими как «Информационное агентство Джамахирии» или государственный телеканал «Аль-Джамахирия ТВ». Каддафи был представлен как герой арабского единства и третьего мира перед лицом гегемонии Запада. Третья всемирная теория стала официальной доктриной Джамахирии; «Зелёная книга» была напечатана миллионными тиражами и распространена на нескольких языках с целью распространения джамахирийской идеологии; организовывались коллоквиумы, чтобы восхвалять работу и «гений» её автора.
Образ Каддафи вездесущ в официальном информационном пространстве Ливии оставляя мало пространства для других личностей. Лица и даже имена некоторых высокопоставленных чиновников режима, таких как Мусса Кусса (глава службы внешней безопасности, а затем министр иностранных дел), стали известны широкой ливийской общественности только в результате восстания 2011 года, во время которого они впервые появились на ливийском телевидении.

## Международные отношения

### Поддержка различных террористических движений
В конце 1970-х — начале 1980-х годов Советский Союз поставил Ливии современное вооружение — танки, самолёты, системы ПВО, построил в Таджуре Центр ядерных исследований (NRC, ныне REWDRC) с исследовательским ядерным реактором мощностью 10 Мвт и термоядерной установкой Т-4М (токамак). Невозвращённый Ливией долг был причиной напряжённых отношений между Ливией и Россией и был прощён в апреле 2008 года во время визита Владимира Путина в Триполи.
Непросто складывались и отношения Джамахирии с Францией. С обретением Ливией независимости в 1951 году, она последовательно стояла на пути интересов Франции в Северной Африке. После прихода к власти Муаммара Каддафи в 1969 году противостояние только обострилось. Джамахирийские войска воевали с Чадом, на джамахирийские деньги вооружались и обучались экстремисты из Марокко и Алжира. В 1971 году Каддафи предупредил, что, если Франция выступит против военной оккупации Джамахирией территории Чада, он применит в войне против Франции все виды оружия, включая «революционное оружие»:183. 11 июня 1972 года Каддафи объявил, что любой араб, желающий вступить добровольцем в палестинские военизированные группировки, «может зарегистрировать свое имя в любом посольстве Джамахирии и пройти соответствующую боевую подготовку». Он также пообещал финансовую поддержку нападениям:182. Конфронтация достигла своего апогея 19 сентября 1989 года, когда в небе над Нигером ливийцы взорвали лайнер французской авиакомпании UTA со 170 пассажирами на борту.
7 октября 1972 года Каддафи похвалил резню в аэропорту Лод, совершенную коммунистической террористической организацией «Красная армия Японии», и потребовал от палестинских террористических группировок совершить аналогичные нападения:182.
По имеющимся сведениям, Каддафи был одним из главных финансистов движения «Чёрный сентябрь», которое устроило теракт на Олимпийских играх в Мюнхене в 1972 году. В 1973 году ирландские военно-морские силы перехватили в ирландских территориальных водах судно «Клаудия», которое перевозило советское оружие из Джамахирии для ВИРА. В 1976 году после серии террористических акций ВИРА Каддафи объявил, что «бомбы, которые бьются в конвульсиях Британии и стремление сломить её дух — это бомбы для ливийского народа. Мы отправили их ирландским революционерам, чтобы британцы заплатили за свои прошлые деяния».
На Филиппинах Джамахирия поддерживала «Исламский освободительный фронт моро», который до сих пор продолжает совершать акты насилия в попытке создать сепаратистское исламское государство на юге Филиппин. Джамахирия также поддерживала «Новую народную армию», и джамахирийские агенты были замечены в активной помощи Коммунистической партии Филиппин. Исламистская террористическая группировка «Абу Сайяф» также подозревается в получении джамахирийского финансирования.
Каддафи также стал активным сторонником Организации освобождения Палестины, поддержка которой в конечном итоге нанесла ущерб отношениям Джамахирии с Египтом, когда в 1979 году Египет заключил мирное соглашение с Израилем. По мере ухудшения отношений Джамахирии с Египтом Каддафи стремился к более тесным отношениям с СССР. Джамахирия стала первой страной за пределами Восточного блока, получившей сверхзвуковые истребители МиГ-25, но советско-джамахирийские отношения оставались относительно отдалёнными и прохладными. Каддафи также стремился усилить влияние Джамахирии, особенно в государствах с исламским населением, призывая к созданию исламского государства в Сахаре и поддерживая антиправительственные силы в странах Африки к югу от Сахары.
В 1970-х и 1980-х годах эта поддержка иногда оказывалась настолько свободно, что даже самые незначительные и максимально маргинальные группировки могли заручиться поддержкой Джамахирии; часто эти группировки представляли идеологии, далекие от идеологии Каддафи. Подход Каддафи часто приводил в замешательство международное общественное мнение.
В октябре 1981 года был убит президент Египта Анвар Садат. Каддафи приветствовал это убийство и отметил, что это было «наказанием».
В декабре 1981 года Госдепартамент США аннулировал американские паспорта для поездок в Джамахирию, а в марте 1982 года США объявили запрет на импорт джамахирийской нефти.
По разным сообщениям, Каддафи потратил сотни миллионов правительственных денег на обучение и вооружение сандинистов в Никарагуа. Даниэль Ортега, президент Никарагуа, был его союзником.
В апреле 1984 года ливийские беженцы в Лондоне протестовали против казни двух диссидентов. Из сообщений, перехваченных МИ-5, следует, что Триполи приказал служащим посольства применить оружие против демонстрантов. Они открыли огонь по 11 людям и убили британскую женщину-полицейского Ивонн Флетчер. Этот инцидент привёл к разрыву дипломатических отношений между Великобританией и Джамахирией более чем на десять лет.
После терактов в аэропортах Рима и Вены в декабре 1985 года, в результате которых погибли 19 человек и около 140 получили ранения, Каддафи заявил, что будет продолжать поддерживать группировку «Красная армия», «Красные бригады» и «Ирландскую республиканскую армию» до тех пор, пока европейские страны будут поддерживать ливийцев, выступающих против Каддафи. Министр иностранных дел Джамахирии также назвал массовые убийства «героическими актами».
В 1986 году джамахирийское государственное телевидение объявило, что Джамахирия готовит отряды смертников для нападения на американские и европейские интересы.
2 апреля 1986 года на борту американского авиалайнера компании Trans World Airlines над Грецией (рейс Рим—Афины) произошёл взрыв, погибли четыре гражданина США. 5 апреля бомба взорвалась на дискотеке La Belle (Западный Берлин), посещаемой американскими военнослужащими. Погибли два американских солдата и официантка из Турции, около 200 человек пострадало. США заявили, что обе акции были организованы ливийской разведкой.
В мае 1987 года Австралия разорвала дипотношения с Джамахирией из-за её роли в разжигании насилия в Океании.
Джамахирия долгое время поддерживала Ирландскую республиканскую армию во время её борьбы против англичан. В конце 1987 года французские власти остановили торговое судно «Эксунд», которое доставляло для ИРА 150 тонн оружия. На протяжении всего конфликта Каддафи передал ВИРА более 12,5 миллионов долларов наличными (что эквивалентно примерно 40 миллионам долларов в 2021 году) и шесть огромных партий оружия. В Великобритании наиболее известным политическим подразделением Каддафи является «Рабочая революционная партия»:182.
В ночь на 15 апреля по распоряжению президента США Рональда Рейгана американские самолёты с авиабаз в Великобритании и авианосцев в Средиземном море осуществили акцию возмездия, нанеся удар по ливийской столице Триполи и городу Бенгази. Погибло около 40 ливийцев, в том числе приёмная дочь Каддафи, и ещё свыше 200 человек были ранены (имеются данные, что на самом деле дочь Каддафи выжила).
Это привело к ещё более трагическим событиям. В 1988 году над Шотландией был взорван самолёт американской авиакомпании PanAm. Полагают, что это была месть Каддафи за гибель дочери. Тот факт, что приказ о подрыве самолёта отдал лично Каддафи, подтвердил в феврале 2011 года бывший министр юстиции Ливии Мустафа Абдель-Джалил.
В Индонезии движение «Свободный Ачех» активно поддерживалась Джамахирией. Правящая партия в Вануату пользовалась поддержкой Джамахирии. В Новой Зеландии Джамахирия пыталась радикализировать маори.
В Австралии было зафиксировано несколько случаев попыток радикализации австралийских аборигенов, причём отдельные лица проходили военизированную подготовку в Джамахирии. Джамахирия выплатила зарплату нескольким левым профсоюзам, таким как «Союз производителей пищевых консервов» и «Федеральная ассоциация кондитеров Австралии». В 1980-х годах джамахирийское правительство разместило в австралийских газетах на арабском языке рекламу с призывом к австралийским арабам присоединиться к военным подразделениям, участвующим в его всемирной борьбе против империализма. Отчасти из-за этого Австралия запретила вербовку иностранных наёмников в Австралии.
Каддафи наладил отношения с Революционными вооруженными силами Колумбии, познакомившись с их лидерами на встречах революционных группировок, регулярно проводимых в Джамахирии.
Некоторые издания финансировались Каддафи. К примеру как в газете принадлежащей Социалистической рабочей лиги Рабочие новости: «среди обычных обвинений в добыче урана и призывов к большей воинственности профсоюзов была бы пара страниц, восхваляющих бессмысленную и бессвязную зеленую книгу Каддафи и ливийскую революцию».
Каддафи всю жизнь был сторонником независимости курдов. В 2011 году Джавад Мелла, президент Национального конгресса Курдистана, назвал Каддафи «единственным мировым лидером, который действительно поддерживает курдов».

### Международные санкции после взрыва над Локерби (1992—2003)
В ответ на взрыв Boeing 747 над Локерби устроенный джамахирийскими агентами в 1988 году, в апреле 1992 года Совет Безопасности ООН по требованию США и Великобритании ввёл международные санкции против Джамахирии. Резолюции Совета Безопасности ООН, принятые в 1992 и 1993 годах, обязывали Джамахирию выполнить требования, связанные со взрывом самолета над Локерби, прежде чем санкции могут быть отменены, что привело к политической и экономической изоляции Джамахирии на протяжении большей части 1990-х годов. Санкции ООН прервали авиасообщение с внешним миром, сократили дипломатическое представительство и запретили продажу военной техники. Санкции, связанные с нефтью, были оценены некоторыми как не менее значимые из-за их исключений: так, санкции заморозили иностранные активы Джамахирии (но исключили доходы от продажи нефти, природного газа и сельскохозяйственных товаров) и запретили продажу Джамахирии оборудования для нефтепереработки или трубопроводов (но исключили оборудование для добычи нефти).
Из-за санкций нефтеперерабатывающие мощности Джамахирии сократились. После введения санкций ООН роль Джамахирии на международной арене стала менее провокационной. В 1999 году Джамахирия выполнила одно из требований СБ ООН, передав двух ливийцев, подозреваемых в причастности к взрыву, для судебного разбирательства по теракту над Локерби в Нидерландах. Один из этих подозреваемых, Абдель Бассет аль-Меграхи, был признан виновным, другой был оправдан. Санкции ООН против Джамахирии впоследствии были приостановлены. 12 сентября 2003 года было принято решение о полной отмене санкций при условии соблюдения Джамахирией остальных резолюций Совета Безопасности ООН, включая принятие ответственности за действия её должностных лиц и выплату соответствующей компенсации, что было напрямую связано с выделением до 2,7 миллиарда долларов из джамахирийских средств семьям жертв теракта 1988 годаэто 270 жертв.
В 2002 году Каддафи заплатил выкуп в десятки миллионов долларов филиппинскоё исламистской террористической организации «Абу Сайяф» за освобождение нескольких похищенных туристов. Он преподнёс это как акт доброй воли по отношению к западным странам; тем не менее эти деньги помогли группе расширить свою деятельность.

### Нормализация международных отношений (2003—2010)
Лишь в 2003 году, после американской оккупации Ирака, Муаммар Каддафи изменил свою политику. Он объявил об отказе от разработок оружия массового уничтожения, допустил в страну международных экспертов и заявил о желании урегулировать вопрос о компенсациях жертвам терактов, несмотря на заявленную «непричастность» Джамахирии к ним. В январе 2004 года Джамахирия согласилась выплатить $170 млн родственникам жертв теракта над Нигером. В июне 2006 года США отменили статус Ливии как государства-спонсора терроризма.
Специально созданный Международный фонд благотворительных ассоциаций, который возглавлял один из сыновей Каддафи, урегулировал вопрос о компенсациях для жертв воздушных терактов. В августе 2004 года очередь наконец дошла до пострадавших при взрыве в Западном Берлине. Джамахирия согласилась выплатить денежную компенсацию жертвам взрыва на дискотеке «La Belle» 5 апреля 1986 года. Общая сумма компенсаций составляет $35 млн (€28,4 млн). В то же время Ливия отказалась выплачивать компенсацию семьям погибших и раненых американцев. Более того, Ливия потребовала от США выплаты компенсаций ливийцам, пострадавшим при ответном авианалёте на Триполи и Бенгази.
В октябре 2004 года Джамахирия полностью освободилась от международных санкций. В 2006 году Каддафи выступил с амбициозным планом создания Соединённых Штатов Африки.
В конце 2007 года Генеральная Ассамблея избрала Джамахирию непостоянным членом Совета Безопасности Организации Объединенных Наций на 2008—2009 годы. В период между нормализацией отношений и гражданской войной в 2011 года в джамахирийской части пустыни Сахара проводилась операция «Можжевеловый щит». Она предполагала использование американских военных средств, таких как самолёты Lockheed C-130 Hercules, в сочетании с джамахирийской военной инфраструктурой, а именно авиабазой «Аль-Ватия».
В феврале 2010 года осложнились отношения Джамахирии и Швейцарии.

### Африка
Каддафи был близким другом президента Уганды Иди Амина. Каддафи отправил тысячи военнослужащих воевать против Танзании от имени Иди Амина. Около 600 джамахирийских солдат погибло, пытаясь защитить рушащийся режим Амина. После падения Кампалы Амин в конечном бежал из Уганды в Джамахирию, а затем поселился в Саудовской Аравии.
Каддафи также помогал Жан-Беделю Бокассе, императору Центральноафриканской империи:16. Он также предпринял военное вмешательство в восстановленную Центральноафриканскую Республику во время попытки государственного переворота 2001 года, чтобы защитить своего союзника Анж-Феликса Патассе. Патассе подписал соглашение, по которому Джамахирия получила в аренду на 99 лет все природные ресурсы страны, включая уран, медь, алмазы и нефть.
Каддафи также активно поддерживал самопровозглашённого правителя Эфиопии Менгисту Хайле Мариама:16. Он также поддерживал сомалийские повстанческие группировки СНД и Демократический фронт спасения Сомали в их борьбе за свержение президента Сиада Барре, поспособствовав тому, что Сомали прекратило своё существование как централизованное государство.
Каддафи был ярым противником апартеида в ЮАР и потому был лучшим другом Нельсона Манделы. Одного из внуков Манделы зовут Каддафи, что свидетельствует об их очень тесной дружбе. Каддафи финансировал избирательную кампанию Манделы в 1994 году, и после вступления того в должность в 1994 году Мандела сразу отверг предложение США о тесном сотрудничестве. Позже, в 1990-х годах, Мандела, в благодарность за приход к власти, сыграл ключевую роль в том, чтобы помочь Каддафи добиться признания в Западном мире. С годами Каддафи стал восприниматься как герой во многих странах Африки из-за его революционного имиджа.
Каддафи в том числе был ярым сторонником президента Зимбабве Роберта Мугабе.
Всемирный революционный центр Каддафи недалеко от Бенгази стал учебным центром для группировок, поддерживаемых Каддафи. Среди его выходцев, находящихся у власти по состоянию на 2011 год были: Блез Компаоре из Буркина-Фасо и Идрисс Деби из Чада.
Каддафи обучал и поддерживал либерийского военачальника и президента Чарльза Тейлора, которому Специальный суд по Сьерра-Леоне предъявил обвинения в военных преступлениях и преступлениях против человечности, совершенных во время конфликта в Сьерра-Леоне. Фоде Санко, основатель Объединенного революционного фронта, также был выпускником Всемирного революционного центра. По словам американского учёного Дугласа Фараха: «Ампутация рук и ног мужчинам, женщинам и детям в рамках кампании выжженной земли была направлена на захват богатых алмазных месторождений региона и поддерживалась Каддафи, который регулярно проверял их успехи и поставлял оружие».
Мощная военная поддержка и финансы Каддафи обеспечили ему союзников по всему континенту. В августе 2008 года на встрече более 200 африканских королей, султанов, эмиров, шейхов и вождей племён Муаммар Каддафи был объявлен «королём королей Африки», хотя его взгляды на политическое и военное объединение Африки получили прохладную реакцию со стороны правительств этих стран. Его форум для африканских королей 2009 года был отменен принимающей стороной из Уганды, которая считала, что обсуждение политики традиционными правителями приведет к нестабильности. 1 февраля 2009 года в Аддис-Абебе, Эфиопия, состоялась «церемония коронации», приуроченная к 53-му саммиту Африканского союза, на котором, 2 февраля, он был избран на год главой Африканского союза. В своей внешней политике ливийский лидер продолжал оставаться приверженцем панарабизма. Так, в интервью каналу Евроньюс, после избрания на пост главы Африканского союза, отвечая на вопрос, о чём он мечтает, Каддафи сказал:

Я на самом деле верю, что тем или иным способом будет достигнуто Арабское единство. Особенно потому, что арабский мир оказался разделённым между союзами и крупными державами. Единство сжалось до размеров листка бумаги, его несёт по ветру, как пёрышко. Но возможно, арабы уже созрели для Арабского единства. Скажу по-другому: я предвижу создание Арабо-Африканского союза.

## Борьба с оппозицией
На протяжении всего своего долгого правления Каддафи был вынужден защищать свою власть от оппозиции и попыток государственного переворота, исходивших как от военных, так и от населения в целом. Он реагировал на эти угрозы, с одной стороны, тщательно соблюдая баланс сил в стране, а с другой применяя жестокие репрессии. Каддафи успешно уравновешивал различные племена Джамахирии друг против друга, оказывая их вождям всякого рода милости. Чтобы предотвратить военный переворот, он намеренно ослаблял вооруженные силы путём регулярной ротации офицеров, полагаясь вместо этого на лояльные элитные части, такие как Революционная гвардия, бригада Хамиса и его личная охрана известная как гвардия амазонок, хотя акцент на политической лояльности в долгосрочной перспективе приводил к ослаблению профессионализма из его частях. Эта тенденция сделала страну уязвимой для разногласий во время кризиса, как это произошло в начале 2011 года.

### Политические репрессии и «зелёный террор»
Термин «зелёный террор» используется для описания кампаний насилия и запугивания противников Каддафи, в частности, в связи с волной репрессий во время культурной революции в Джамахирии или широко освещавшейся волной повешений противников режима, которая началась с казни Аль-Садека Хамеда аль-Шувехи. Инакомыслие было незаконным в соответствии с законом № 75 от 1973 года.
«Зелёная книга» написанная в 1970-х годах и автором которой был лично Каддафи, в течение многих лет была основным источником идеологического образования как в школах так и в университетах. В Би-би-си упоминалось, с ссылкой на интервью с одним ливийцем, что учителя, который сказал бы, что это мусор, могли казнить. При этом в самой книге смертная казнь порицалась и предусматривалась в крайних случаях, однако она активно практиковалась государством. Под запретом в школьной программе были английский и французский языки, а разговор с иностранцами на политические темы грозил тремя годами лишения свободы.
В 2009 и 2011 годах в Индекс свободы прессы оценивал Ливию как государство с наибольшей цензурой на Ближнем Востоке и в Северной Африке, находящаяся в США организация Freedom House в 2010 году эта организация оценила свободу прессы и возможность реализации политических прав в Ливии, поставив рейтинг 7, что означает крайне низкий уровень свободы (чем ниже рейтинг — тем больше свобода).
Правительство наказывало инакомыслящих граждан посредством публичных казней, поркой или отрубанием конечностей транслируя это по общественным телеканалам. Также ливийские спецслужбы совершали убийства ливийских диссидентов по всему миру. В 2004 году Каддафи по-прежнему обещал 1 млн $ за ливийского журналиста-диссидента Ашура Шамиса, проживающего в Великобритании с 1960-х годов.
В тюрьмах практически не было документации о количестве заключенных, и часто не учитывались даже такие базовые данные, как преступление и срок наказания заключенного.

### Убийства диссидентов за рубежом
В конце 1970-х годов некоторые ливийцы в изгнании сформировали активные оппозиционные группы. В начале 1979 года Каддафи приказал лидерам оппозиции, чтобы они немедленно возвращались домой, иначе им грозила смерть. В случае их поимки, им грозил публичный приговор и повешение.

Ответственность за ликвидацию таких подонков, которые искажают имидж Джамахирии за рубежом, лежит на ливийском народе.— Каддафи говорил об изгнанниках в 1982 году:183.
Каддафи использовал свою сеть дипломатов и вербовщиков для уничтожения десятков своих критиков по всему миру. Amnesty International перечислила по меньшей мере двадцать пять убийств, совершенных в период с 1980 по 1987 год.
Агенты Каддафи активно действовали в Великобритании, где многие ливийцы просили убежища. Пока Великобритания не разорвала дипотношения с правительством Каддафи в результате стрельбы из посольства в результате чего погибла женщина полицейский. Даже США не могли или не хотели защищать ливийских диссидентов. В 1980 году джамахирийский агент предпринял попытку убийства диссидента Фейсала Загаллаи, аспиранта Колорадского университета в Боулдере. Пули частично ослепили Загаллая, однако ему удалось выжить. Но джамахирийским агентам всё равно удалось похитить перебежчика, который был доставлен в Джамахирию и в 1990 году публично казнён как раз перед тем, как он собирался получить гражданство США.
В июне 1984 года Каддафи заявил, что убийства могут совершаться даже тогда, когда диссиденты совершают паломничество в священный город Мекку. В августе 1984 года в Мекке был предотвращено одно из таких заказных убийств:183. 
По состоянию на 2004 год Джамахирия по-прежнему назначала награды за головы критиков, в том числе 1 миллион долларов для Ашура Шамиса, ливийского журналиста проживавшего в Великобритании.
Несмотря на весь творившийся ужас и беспредел связанный с заказными убийствами, всплыли свидетельства того, что в период с 2002 по 2007 год разведывательная служба Джамахирии сотрудничала с западными спецслужбами, включая МИ-6 и ЦРУ, которые добровольно предоставляли информацию о ливийских диссидентах в США и Канаде в обмен на использование территории Джамахирии в качестве базы для экстраординарной выдачи. Это происходило, несмотря на то, что Джамахирия неоднократно убивала диссидентов за рубежом, и при полном осознании жестокого обращения с задержанными в Джамахирии..

### Оппозиция со стороны исламских радикальных организаций
В 1990-х годах правлению Каддафи угрожал воинствующий исламизм. В октябре 1993 года военнослужащими джамахирийской армии было совершено неудачное покушение на Каддафи. В ответ Каддафи применил репрессивные меры, используя свой личный корпус Революционной гвардии для подавления беспорядков и исламистской активности в 1990-х годах. Тем не менее, Киренаика в период с 1995 по 1998 год была политически нестабильной из-за нелояльности местных войск состоящих из местного населения.

## Вооружённые силы

### Исламский легион
В 1972 году Каддафи создал Исламский легион как инструмент объединения и арабизации региона. Приоритетной задачей легиона был сначала Чад, а затем Судан. В Дарфуре, западной провинции Судана, Каддафи поддержал создание «Таджамму аль-Араби», которая, по словам Жерара Прунье, была «воинственно расистской и панарабистской организацией, подчеркивающей арабский характер региона». У двух организаций были общие члены и источник поддержки, и различие между ними часто неоднозначно.
Этот исламский легион состоял в основном из иммигрантов из более бедных стран Сахеля, но также, согласно источнику, из тысяч пакистанцев, которые были завербованы в 1981 году с ложным обещанием гражданской работы в Ливии. Чаще всего, членами легиона были иммигранты, которые отправились в Ливию без мысли о ведении войны, они проходили недостаточную военную подготовку и не проявляли особого энтузиазма. Французский журналист, говоря о силах легиона в Чаде, отметил, что это были «иностранцы, арабы или негры, наёмники, которые сами того не желая, несчастные, приехавшие в Ливию в надежде найти гражданскую работу, но обнаружившие, что их более или менее насильно призвали воевать в неизвестной пустыне».
В начале ливийского наступления в Чаде в 1987 году его численность в Дарфуре составляла 2000 человек. Последовавшие за этим почти непрерывные трансграничные рейды в значительной степени способствовали возникновению отдельного этнического конфликта в Дарфуре, в результате которого в период с 1985 по 1988 год погибло около 9000 человек.
«Джанджавид», группировка, обвиняемая США в проведении геноцида в Дарфуре в 2000-х годах, возникла в 1988 году, и некоторые из её лидеров были бывшими легионерами.

### Попытки создания ядерного и химического оружия
В 1972 году Каддафи пытался купить ядерную бомбу у коммунистического Китая. Затем он попытался приобрести бомбу в Пакистане, но Пакистан разорвал свои связи до того, как ему удалось заполучить оттуда бомбу. В 1978 году Каддафи обратился к сопернице Пакистана, Индии, за помощью в создании собственной ядерной бомбы. В июле 1978 года Ливия и Индия подписали меморандум о взаимопонимании по сотрудничеству в области мирного использования ядерной энергии в рамках индийской политики мирного атома. В 1991 году тогдашний премьер-министр Пакистана Наваз Шариф посетил Ливию с государственным визитом, чтобы провести переговоры о продвижении Соглашения о свободной торговле между Пакистаном и Ливией. Однако, Каддафи сосредоточился на требовании премьер-министра Пакистана продать ему ядерное оружие, что удивило многих членов делегации премьер-министра и журналистов. Когда премьер-министр Шариф отклонил требование Каддафи, тот проявил к нему неуважение, назвав его «коррумпированным политиком», что удивило и оскорбило Шарифа. Премьер-министр отменил переговоры, вернулся в Пакистан и выслал ливийского посла из страны.
Таиланд сообщил, что его граждане помогали строить хранилища нервно-паралитического газа. Германия приговорила бизнесмена Юргена Гиппенштиль-Имхаузена к пяти годам тюремного заключения за причастность к созданию ливийского химического оружия. Инспекторы ОЗХО в 2004 году подтвердили, что Ливия владела запасами в 23 метрических тонны иприта и более чем 1300 метрических тонн химических веществ-прекурсоров.

## Военные конфликты

### Война с Чадом
Ещё в 1969 году Каддафи начал кампанию против Чада. Учёный Жерар Прюнье утверждает, что отчасти его враждебность, по-видимому, объяснялась тем, что президент Чада Франсуа Томбалбай был христианином . Ливия также была вовлечена в иногда ожесточённый территориальный спор с соседним Чадом из-за полосы Аузу, которую Ливия оккупировала в 1973 году. Этот спор в конечном итоге привёл к вторжению Ливии в Чад. Продолжительная вылазка ливийских войск в полосу Аозу на севере Чада была, наконец, отбита в 1987 году, когда обширная помощь США и Франции чадским повстанческим силам и правительству, возглавляемому бывшим министром обороны Хиссена Хабре, в конце концов привела к победе Чада в так называемой войне «Тойот». Конфликт закончился прекращением огня в 1987 году. После решения Международного суда ООН от 13 февраля 1994 года Ливия вывела войска из Чада в том же году, и спор был урегулирован.

### Война с Египтом
21 июля 1977 года произошли первые перестрелки между войсками на границе, за которыми последовали наземные и воздушные удары. Отношения между ливийским и египетским правительствами ухудшались с момента окончания войны Судного дня в октябре 1973 года из-за оппозиции Ливии мирной политике президента Анвара Садата, а также срыва переговоров об объединении между двумя странами. Есть некоторые доказательства того, что египетское правительство рассматривало возможность войны против Ливии ещё в 1974 году. 28 февраля 1974 года, во время визита Генри Киссинджера в Египет, президент Садат сообщил ему о таких намерениях и попросил оказать давление на израильское правительство, чтобы оно не совершало нападения на Египет в случае, если его войска будут заняты войной с Ливией. Кроме того, египетское правительство разорвало свои военные связи с СССР, в то время как ливийское правительство продолжало это сотрудничество. Египетское правительство также оказало помощь бывшим членам СРК майору Абд аль-Муниму аль-Хуни и Омару Мухайши, которые безуспешно пытались свергнуть Муаммара Каддафи в 1975 году, и разрешило им проживать в Египте. В 1976 году отношения ухудшились, поскольку египетское правительство заявило, что раскрыло ливийский заговор с целью свержения правительства в Каире. 26 января 1976 года вице-президент Египта Хосни Мубарак в беседе с послом США Германом Эйлтсом указал, что египетское правительство намерено использовать внутренние проблемы в Ливии для продвижения действий против Ливии, но не стал вдаваться в подробности. 22 июля 1976 года ливийское правительство публично пригрозило разорвать дипломатические отношения с Каиром, если египетские подрывные действия продолжатся. 8 августа 1976 года в туалете правительственного учреждения на площади Тахрир в Каире произошёл взрыв, в результате которого 14 человек получили ранения, а египетское правительство и СМИ утверждали, что это было сделано ливийскими агентами. Египетское правительство также заявило, что арестовало двух граждан Египта, обученных ливийской разведкой для совершения диверсий на территории Египта. 23 августа египетский пассажирский самолёт был захвачен лицами, которые, как сообщается, сотрудничали с ливийской разведкой. Они были захвачены египетскими властями в ходе операции, которая завершилась без каких-либо жертв. В отместку за обвинения египетского правительства в причастности Ливии к захвату самолёта ливийское правительство приказало закрыть египетское консульство в Бенгази. 24 июля комбатанты договорились о прекращении огня при посредничестве президента Алжира Хуари Бумедьена и лидера Организации освобождения Палестины Ясира Арафата.

### Инциденты в заливе Сидра и авиаудары США
В 1973 году Муаммар Каддафи в одностороннем порядке объявил залив Сидра (Большой Сирт) территориальными водами Джамахирии, провозгласив так называемую «линию смерти» — любое морское или воздушное судно, которое пересечёт эту линию будет тут же уничтожено вооружёнными силами Джамахирии. Поскольку эти действия не соответствовали критериям, установленным международным правом, а также учитывая всестороннюю финансовую поддержку со стороны Каддафи различных террористических организаций, американский президент Рональд Рейган считавший, что во внешней политике, как и на улице, хулиганам надо давать жёсткий отпор, санкционировал военные учения ВМС США в заливе. В августе 1981 года две авианосные группировки ВМС США демонстративно пересекли «линию смерти» и начали проводить учения в заливе.
18 августа, с самого начала учений, джамахирийские самолёты стали выполнять регулярные облёты американских кораблей, однако постоянно перехватывались истребителями и выдворялись за пределы района учений. Утром 19 августа очередной облёт выполняла пара истребителей-бомбардировщиков Су-22. На перехват были отправлены два F-14 «Томкэт». Обе пары сближались на встречных курсах. В этот момент один из Су-22 неожиданно выпустил ракету «воздух-воздух». В ответ оба F-14 заняли удобные позиции для стрельбы и атаковали ливийцев ракетами AIM-9, в результате чего оба Су-22 были сбиты. Их пилоты катапультировались и, по сообщению американских источников, были спасены ливийскими катерами. Второй воздушный бой произошел 4 января 1989 года; американские палубные самолёты также сбили в том же месте два ливийских истребителя МиГ-23.
Аналогичная акция произошла 23 марта 1986 года; во время патрулирования данного залива военно-морские силы США подверглись нападению джамахирийских вооружённых сил, в ответ американцы потопили атаковавшие их катера и уничтожили пусковые установки ЗРК. Вторая военная акция США была по сути возмездием за террористические захваты самолетов в период с июня по декабрь 1985 года.
5 апреля 1986 года ливийские агенты взорвали бомбу на берлинской дискотеке «Ла Белль» в Западном Берлине, убив троих и ранив 229 человек. План Каддафи был перехвачен несколькими национальными разведывательными службами, а более подробная информация была получена четыре года спустя из архивов Штази. Ливийские агенты, проводившие эту операцию из посольства Ливии в Восточной Германии, были привлечены к ответственности объединённой Германией в 1990-х годах.
В ответ на взрыв на дискотеке 15 апреля 1986 года по Ливии были нанесены совместные авиаудары ВВС, ВМС и корпуса морской пехоты США под кодовым названием операция «Каньон Эльдорадо», известная как бомбардировка Ливии в 1986 году. Бомбам подверглись системы противовоздушной обороны, три армейские базы и два аэродрома в Триполи и Бенгази. Точечные удары не привели к гибели Каддафи, но он потерял несколько десятков офицеров. Каддафи распространял ложную информацию о том, что была убита его «приёмная дочь» и что жертвами стали все «мирные жители». Несмотря на различия в сюжетах, кампания была успешной, и значительная часть западной прессы сообщала о правительственной информации как о фактах:141.
После бомбардировок Ливии в 1986 году Каддафи усилил свою поддержку антиамериканских правительственных организаций. Он финансировал группировку Джеффа Форта «Аль-Рукн», входившую в чикагскую банду «Блэк П. Стоунз», которая превратилась в местное антиамериканское вооруженное революционное движение. Члены «Аль-Рукн» были арестованы в 1986 году за подготовку терактов от имени Джамахирии, включая взрыв правительственных зданий в США и подготовку сбития самолёта; обвиняемые террористы были осуждены в 1987 году за «согласие совершить взрывы и убийства на территории США за ливийские деньги». В 1986 году джамахирийское государственное телевидение объявило, что Ливия готовит отряды смертников для нападения на США и европейские страны. В 1986 году он снова начал финансировать ИРА, чтобы отомстить британцам за помощь американцам.
Каддафи объявил, что одержал впечатляющую военную победу над США, и страна была официально переименована в «Великую Социалистическую Народную Ливийскую Арабскую Джамахирию»:183. Однако его речь казалась лишённой страсти, и даже празднование победы выглядело необычным. Критика Каддафи со стороны простых ливийских граждан стала более смелой, например, были сорваны плакаты с изображением Каддафи:183. Рейды против военных Джамахирии привели к тому, что правительство стало самым слабым за последние 17 лет:183.

## Конец существования
17 февраля 2011 года под влиянием революций в Тунисе и Египте в Ливии прошёл «День гнева» — антиправительственные демонстрации, которые были подавлены полицией. Этот день стал началом массовых волнений, переросших в гражданскую войну между сторонниками и противниками власти Каддафи.
Многие джамахирийские официальные лица встали на сторону протестующих и обратились за помощью к международному сообществу, чтобы положить конец массовым убийствам мирных жителей. К концу февраля правительство в Триполи потеряло контроль над половиной Ливии, но по состоянию на середину сентября Каддафи сохранял контроль над несколькими районами Феццана. 21 сентября силы ПНС захватили Сабху, крупнейший город Феццана, сократив контроль Каддафи до ограниченных и изолированных районов.
Многие страны осудили правительство Каддафи за применение чрезмерного насилия против гражданского населения. Несколько других стран присоединились к Каддафи, обвинив восстание в «заговоре» «западных держав» с целью разграбления ресурсов Джамахирии. 17 марта 2011 года Совет Безопасности ООН принял резолюцию о введении бесполётной зоны над воздушным пространством Ливии.
Резолюция ООН санкционировала нанесение авиаударов по джамахирийским наземным войскам и военным кораблям, которые угрожали гражданскому населению. 19 марта началось введение бесполётной зоны, когда французская авиация совершила боевые вылеты по всей Джамахирии, а военно-морской флот Великобритании ввёл морскую блокаду. В конце концов, авианосцы USS Enterprise (CVN-65) и Шарль де Голль прибыли к побережью и обеспечили силам вторжения возможность для быстрого реагирования. Вооружённые силы США назвали свою часть силовой операции «Рассвет Одиссеи». Более 110 крылатых ракет Томагавк были выпущены американскими военными кораблями и британской подводной лодкой в ходе первого удара по джамахирийским средствам ПВО.
20 октября 2011 года был взят последний оплот сил Каддафи — Сирт. Муаммар Каддафи и его сын Муттазим были убиты в ходе штурма города, а затем выставлены на всеобщее обозрение в холодильной камере торгового центра. 23 октября новыми властями было объявлено об «освобождении Ливии», положив конец 42-летнему правлению Каддафи в Ливии.
Политолог Риад Сидауи предположил в октябре 2011 года, что Каддафи «создал огромную пустоту для осуществления своей власти: в стране нет ни институтов, ни армии, ни избирательных традиций», и в результате «переходный период» в Ливии будет крайне трудным.

## Символика Джамахирии
- Государственный флаг (соотношение: 1:2)
- Герб

- Флаг ВМС
- Эмблема для военных самолётов
- Флаг ВВС